# Sulików (gromada w powiecie zawierciańskim)
Sulików – dawna gromada, czyli najmniejsza jednostka podziału terytorialnego Polskiej Rzeczypospolitej Ludowej w latach 1954–1972.
Gromady, z gromadzkimi radami narodowymi (GRN) jako organami władzy najniższego stopnia na wsi, funkcjonowały od reformy reorganizującej administrację wiejską przeprowadzonej jesienią 1954 do momentu ich zniesienia z dniem 1 stycznia 1973, tym samym wypierając organizację gminną w latach 1954–1972.
Gromadę Sulików z siedzibą GRN w Sulikowie (obecnie w granicach Siewierza) utworzono – jako jedną z 8759 gromad na obszarze Polski – w powiecie zawierciańskim w woj. stalinogrodzkim, na mocy uchwały nr 24/54 WRN w Stalinogrodzie z dnia 5 października 1954. W skład jednostki weszły obszary dotychczasowych gromad Gołuchowice, Kuźnica Sulikowska, Kuźnica Świętojańska i Sulików ze zniesionej gminy Siewierz w tymże powiecie; a także oddziały leśne nr nr 72–74, 76–108 oraz część oddziału leśnego nr 75 położona po lewej stronie drogi Zawiercie-Siewierz z Nadleśnictwa Łysa Góra. Dla gromady ustalono 11 członków gromadzkiej rady narodowej.
20 grudnia 1956 województwo stalinogrodzkie przemianowano (z powrotem) na katowickie.
31 grudnia 1961 z gromady Sulików wyłączono wsie Kuźnica Sulikowska, Kuźnica Świętojańska i Sulików, włączając je do osiedla Siewierz w powiecie zawierciańskim, po czym gromadę Sulików zniesiono, włączając jej pozostały obszar (Gołuchowice) do gromady Chruszczobród tamże.